# ثين كامبل
ثين كامبل هو سياسي كندي، ولد في 7 يوليو 1895 في سمرسايد، كندا ‏ في كندا، وتوفي في 28 سبتمبر 1978 في أوتاوا في كندا. نشط حزبياً في الحزب الليبرالي في جزيرة الأمير إدوارد ‏. وقد انتخب رئيس وزراء جزيرة الأمير إدوارد ‏ (14 يناير 1936 – 11 مايو 1943).